# Повсталий з пекла 2
«Повсталий з пекла 2» (англ. Hellbound: Hellraiser II) — британсько-американський фільм жахів 1988 року.
Після подій попереднього фільму дівчина Кірсті перебуває у психлікарні. Щоб пересвідчитися в її розповіді про демонів сенобітів, доктор Ченнард наважується прикликати їх, відкривши прохід у пекло. Це дає шанс Кірсті вирушити туди, щоб визволити свого батька, тоді як Ченнард сподівається отримати від сенобітів могутність.

## Сюжет
Кірсті після подій першої частини опинилась у психлікарні доктора Ченнарда. Вона бачить кошмари про чоловіка, що колись відкрив шкатулку Лемаршана і перетворився на демона Пінхеда. Також їй ввижається чоловік зі здертою шкірою, котрий просить врятувати його з пекла. Поліцейські вважають Кірсті винною у вбивстві батьків і спаленні будинку. Почувши від них про знахідку на згарищі закривавленого матрацу, на якому була вбита її мачуха Джулія, Кірсті вважає, що матрац необхідно знищити, інакше та повернеться, як раніше Френк. Доктор Ченнард єдиний вислуховує Кірсті, бо прагне відкрити власну шкатулку. Проте він зібрав кілька однакових і не знає яка справжня.
Аби перевірити слова дівчини, Ченнард вбиває одного з пацієнтів і його кров'ю прикликає Джулію. Він переховує її в своїй квартирі та приносить Джулії в жертву пацієнток, щоб та відновила своє спотворене тіло. Про це він повідомляє Кірсті і дівчина вирішує втекти, щоб розшукати вхід у пекло та врятувати батька. Ченнард віддає шкатулки пацієнтам і справжня виявляється в дівчини Тіффані. Зрештою їй і вдається скласти головоломку. Пінхед відчуває, що не вона насправді хотіла відкривати шкатулку, і йде, залишивши прохід у пекло відкритим.
Тим часом Кірсті вирішує, що чоловік з її видінь — її батько, і входить разом з Тіффані в залишений Пінхедом прохід. Кірсті блукає по місцях зі своїх спогадів і стикається з сенобітами, котрі кажуть, що батько в своєму власному пеклі, як тепер і Кірсті. Джулія запрошує Ченнарда в пекло, обіцяючи йому за допомогу незвичайну силу і той погоджується. Обоє приходять до владики пекла Левіафана в формі камінного обеліска, що висить над лабіринтом. Джулія каже, що їй було дозволено покинути пекло аби привести Ченнарада і з цими словами заштовхує його всередину Левіафана. Доктора пронизують щупальця та медичні приладдя, забираючи всередину обеліска.
У пошуках батька Кірсті з Тіффані зустрічаються з Френком. В пеклі його спокушають жіночі фігури, але варто йому до них наблизитись, як ті зникають у стінах. Френк розкриває, що це він кликав Кірсті з метою задовольнити свої низькі бажання. Відбувається бій, в якому на допомогу дівчатам несподівано приходить Джулія аби помститись Френку. Далі вона намагається знищити і Кірсті з Тіффані, але тим вдається втекти від неї. Джулія згодом наздоганяє їх, зав'язується бійка, в якій Джулія гине. Тим часом Ченнард повертається з лабіринту, ставши новим сенобітом, голова якого знаходиться в пащі черва, а замість пальців ростуть змії.
Дівчата повертаються в лікарню, де потрапляють в пастку Ченнарда, що жене їх до решти сенобітів. Кірсті нагадує демонам, що ті були людьми. Скориставшись їх затримкою, Ченнард вбиває сенобітів, наштрикуючи їхні тіла на вкритий шипами стовп.
Дівчата намагаються сховатися в лабіринті. Тіффані й Керсті скоро зустрічаються з Ченнардом біля підніжжя Левіафана. Кірсті одягає шкіру Джулії та відволікає Ченнарада, поки Тіффані збирає шкатулку. Ченнард помічає це, але його змії, з пащ яких стирчать скальпелі, застрягають в підлозі і сенобіта розриває черв. Тіффані зривається з уступу, та Кірсті хапає її і обоє тікають з пекла.
Кірсті з Тіффані покидають лікарню. Згодом робітник знаходить матрац і звідти вириваються руки, що затягують робітника в криваву пляму. Його колега бачить як із крові піднімається стовп, на якому висять шматки сенобітів і зображені їхні пороки. Серед них також висить голова волоцюги, котра запитує «Чого бажаєте, сер?».

## У ролях
- Ешлі Лоуренс — Кірсті Коттон
- Імоджен Бурман — Тіффані
- Кеннет Кренем — доктор Філіп Ченнард / сенобіт
- Вільям Гоуп — Кайл Макрей
- Даг Бредлі — Пінхед / капітан Елліот Спенсер
- Клер Гіґґінс — Джулія Коттон
- Дебора Джоель — Джулія без шкіри
- Енгус Мак-Іннес — детектив Ронсон
- Олівер Сміт — містер Браунінг / Френк без шкіри
- Шон Чепман — дядько Френк Коттон
- Барбі Вайлд — жінка сенобіт
- Саймон Бемфорд — сенобіт
- Ніколас Вінс — сенобіт
- Бредлі Левелл — офіцер Кукіч
- Джеймс Тайлітт — офіцер Кортез
- Едвін Крейг — пацієнт інвалід
- Рон Тревіс — робітник 1
- Олівер Паркер — робітник 2
- Катрін Шевальє — Тіфані Тіффані

## Цікаві факти
- Актор Ендрю Робінсон, який зіграв у першій частині Ларрі Коттона, з фінансових міркувань відмовився зніматися в другій, через що первісний сценарій фільму довелося переробляти.
- В оригінальному сценарії доктора Ченнарда звали Малахайд. Прізвище Ченнард було обране виходячи зі співзвуччя з ім'ям хірурга Крістіана Бернарда, який першим у світі провів успішну пересадку серця.
- Повторюваний звук, який видає Левіафан у світі сенобітів — це слово «бог», зашифроване телеграфним кодом Морзе.